# Cserépfalu, Borsod-Abaúj-Zemplén
Cserépfalu este un sat în districtul Mezőkövesd, județul Borsod-Abaúj-Zemplén, Ungaria, având o populație de 1.064 de locuitori (2011). 

## Demografie
Componența etnică a satului Cserépfalu
     Maghiari (99,22%)
     Necunoscut (0,44%)
     Germani (0,33%)
     Alții (0,44%)
Componența confesională a satului Cserépfalu
     Reformați (59,3%)
     Romano-catolici (12,59%)
     Fără religie (4,04%)
     Necunoscută (22,93%)
     Alte religii (2,63%)
Conform recensământului din 2011, satul Cserépfalu avea 1.064 de locuitori. Din punct de vedere etnic, majoritatea locuitorilor (99,22%) erau maghiari. Apartenența etnică nu este cunoscută în cazul a 0,44% din locuitori.  Din punct de vedere confesional, majoritatea locuitorilor (59,3%) erau reformați, existând și minorități de romano-catolici (12,59%) și persoane fără religie (4,04%). Pentru 22,93% din locuitori nu este cunoscută apartenența confesională.